# C'est arrivé le 20 juillet
Il ne faut pas confondre ce film avec un autre, sorti la même année 1955 et racontant le même événement sous un titre très similaire : Le 20 Juillet (titre original : Der 20. Juli) réalisé par Falk Harnack, avec Wolfgang Preiss dans le rôle de Claus von Stauffenberg.
Pour plus de détails, voir Fiche technique et Distribution.
C'est arrivé le 20 juillet (titre original : Es geschah am 20. Juli) est un film allemand réalisé par Georg Wilhelm Pabst, sorti en 1955 et mettant en scène le complot du 20 juillet 1944, principalement perpétré par Claus von Stauffenberg contre Hitler.

## Synopsis
Au matin du 20 juillet 1944, le colonel Stauffenberg s’envole pour la Prusse orientale avec son adjudant Werner von Haeften, dans le but de tuer Hitler. Arrivés à la Tanière du Loup, leur plan consiste à faire exploser une bombe dans une salle de réunion en présence du Führer, à laquelle il survivra.
Ignorant qu'il était toujours vivant, les conspirateurs lancent l'opération Valkyrie afin de prendre le contrôle du Troisième Reich. Peu de temps après, Stauffenberg arrive à Berlin pour apprendre de la bouche du général Keitel l'échec de l'attentat. Les traîtres sont ensuite arrêtés et sommairement exécutés dans la nuit du 21 juillet.

## Fiche technique
- Titre original : Es geschah am 20. Juli
- Réalisation : Georg Wilhelm Pabst
- Scénario : Gustav Machatý d'après le livre de Hans W. Hagen
- Pays : Allemagne de l'Ouest
- Genre : Drame historique
- Durée : 75 minutes
- Date de sortie : 19 juin 1955

## Distribution
- Bernhard Wicki : Oberst Claus von Stauffenberg
- Karl Ludwig Diehl (en) : Generaloberst Ludwig Beck
- Carl Wery : Generaloberst Friedrich Fromm
- Kurt Meisel : SS-Obergruppenführer
- Erik Frey : General Friedrich Olbricht
- Albert Hehn : Major Otto-Ernst Remer
- Til Kiwe : Oberleutnant Werner von Haeften
- Jochen Hauer : Generalfeldmarschall Wilhelm Keitel
- Annemarie Sauerwein : Mme Olbricht
- Jaspar von Oertzen : Oberst Kerst von Quirnstein / Oberst Albrecht Mertz von Quirnheim
- Willy Krause : Joseph Goebbels